# Трикорфо
Трикорфо или Тричко (на гръцки: Τρίκορφο; до 1927 г.: Τριτσικό, Трицико) е село в Република Гърция, в дем Гревена, административна област Западна Македония.

## География
Селото е разположено на 1000 m надморска височина, 30-ина km северозападно от град Гревена. Землището му на север граничи с населишкото село Хрисавги (Мирали).

## История

### В Османската империя
Според някои предположения селото е основано през първата половина на XVIII век.
В края на XIX век Тричко е гръцко християнско село в Жупанската нахия на Населишката каза на Османската империя. Църквата „Свети Николай“ е от 1857 година. В района на Трикорфо има още четири други църкви и параклиси.
Според статистиката на Васил Кънчов през 1900 година в Тричико живеят 150 гърци.
Според статистика на Серфидженския санджак на гръцкото консулство в Еласона от 1904 година в Трицико (Τριτσικό), Населишка каза, живеят 110 гърци елинофони християни.
Според гръцка атинска статистика от 1910 година Τριτσκό се обитава от 150 православни гърци.

### В Гърция
През Балканската война в 1912 година в селото влизат гръцки части и след Междусъюзническата в 1913 година Тричко остава в Гърция. В 20-те години в селото са настанени малко гърци бежанци. В 1928 година от 150 жители, 7 са бежанци.
През 1927 година името на селището е сменено на Трикорфо.
Населението произвежда земеделски култури, като частично се занимава и със скотовъдство.
В църковно отношение е част от Сисанийската и Сятищка епархия.
| Име    | Име       | Ново име | Ново име | Описание                    |
| ------ | --------- | -------- | -------- | --------------------------- |
| Дзума  | Τζούμα    | Сорос    | Σωρός    | връх (1078 m) С от Трикорфо |
| Няцяко | Νιατσιακο | Бруфас   | Μπρούφας | връх (946 m) СИ от Трикорфо |

| Година    | 1913 | 1920 | 1928 | 1940 | 1951 | 1961 | 1971 | 1981 | 1991 | 2001 | 2011 | 2021 |
| --------- | ---- | ---- | ---- | ---- | ---- | ---- | ---- | ---- | ---- | ---- | ---- | ---- |
| Население | 175  | 157  | 150  | 167  | 109  | 68   | 31   | 72   | 75   | 65   | 25   | 16   |